# Горан Славић
Горан Славић (Мостар, 18. април 1984) је српски глумац.

## Биографија
Рођен је 18. априла 1984. године у Мостару.
Завршио је у факултету драмских уметности,Цетиње, у оделењу професора Боре Стјепановића.
Радио је у градском позоришту Подгорица од 2008. до 2012. godine.
Глумио је у филму "Паре или живот" 2008. године. Добио је улогу Бојана у серији "Дај баба главу"(2010) у режији Слободана Бобе Станишића.

## Награде
Освојио је следеће награде:
- Стеријина награда (за најбољег младог глумца Позорија младих) 2006.
- Награда за глумачку бравуру медитеранског театра "Пургаторије" Тиват 2007.

- Награда за изузетан допринос у развоју позоришног израза "Плакета Иване Томичић" културног центра Тиват, 2008.[1]